# NGC 1500
NGC 1500 este o brightest cluster galaxy⁠(d) situată în constelația Peștele de Aur. A fost descoperită în 24 decembrie 1837 de către John Herschel. Se află la o distanță de 115,88 megaparseci de Pământ.